# Едсгер Дајкстра
Едсгер Дајкстра (хол. Edsger Wybe Dijkstra; Ротердам, 11. мај 1930 — Њунен, 6. август 2002), фонетски Едсхер Дејкстра, био је холандски информатичар који је 1972. године добио Тјурингову награду за своје кључне доприносе у развоју програмских језика.

## Изабране публикације
Књиге
- — (1962). A Primer of ALGOL 60 Programming: Together with Report on the Algorithmic Language ALGOL 60. Academic Press. ISBN 978-0122162503.
- —; Dahl, Ole-Johan; Hoare, C.A.R. (1972). Structured Programming. Academic Press. ISBN 978-0-12-200550-3.
- — (1976). A Discipline of Programming. Prentice Hall. ISBN 978-0132158718.
- — (1982). Selected Writings on Computing: A Personal Perspective. Monographs in Computer Science. Springer. ISBN 978-0387906522.
- —; Feijen, W.H.J.; Sterringa, Joke (1988). A Method of Programming. Addison-Wesley. ISBN 978-0201175363.
- —; Scholten, Carel S. (1990). Predicate Calculus and Program Semantics. Texts and Monographs in Computer Science. Springer-Verlag. ISBN 978-0387969572.

Изабрани чланци
- — (1959). „A Note on Two Problems in Connexion with Graphs” (PDF). Numerische Mathematik. 23 (3): 269—271. CiteSeerX 10.1.1.165.7577 . S2CID 123284777. doi:10.1007/BF01386390.
- — (1962). „Some Meditations on Advanced Programming”. Proc. IFIP Congress. Amsterdam: North-Holland. стр. 535—8.
- — (1965). Cooperating Sequential Processes (Технички извештај). Technische Hogeschool Eindhoven. EWD-123. Приступљено 2020-09-20. Reprinted in Genuys, F., ур. (1968). Programming Languages: N.A.T.O. Advanced Summer School Held in Villard-de-Lans in 1966. Academic Press. стр. 43—112. OCLC 499952053. Published as Dijkstra, E.W. (1968). „Cooperating Sequential Processes”.  Ур.: Hansen, P.B. The Origin of Concurrent Programming. New York: Springer. стр. 65—138. ISBN 978-1-4419-2986-0. doi:10.1007/978-1-4757-3472-0_2.
- — (1965). „Solution of a Problem in Concurrent Programming Control”. Comm. ACM. 8 (9): 569. S2CID 19357737. doi:10.1145/365559.365617.
- — (1965). „Programming Considered as a Human Activity”. Proc. IFIP Congress. стр. 213—7.
- — (1968). „Go To Statement Considered Harmful”. Letters to the editor. Comm. ACM. 11 (3): 147—8. S2CID 17469809. doi:10.1145/362929.362947.
- — (1968). „A Constructive Approach to the Problem of Program Correctness”. BIT Numerical Mathematics. 8 (3): 174—186. S2CID 62224342. doi:10.1007/bf01933419.
- — (мај 1968). „The Structure of the 'THE'-Multiprogramming System”. ACM Symp. on Operating Systems. Comm. ACM. 11 (5): 341—346. S2CID 2021311. doi:10.1145/363095.363143.
- — (април 1970). Notes on Structured Programming (PDF) (Извештај). 70-WSK-03  — преко E.W. Dijkstra Archive. Center for American History, University of Texas at Austin.
- — (1971). A Short Introduction to the Art of Computer Programming. Eindhoven: Technische Hogeschool. OCLC 3474242. EWD316.
- — (1971). „Hierarchical Ordering of Sequential Processes”. Acta Inform. 1 (2): 115—138. S2CID 31573213. doi:10.1007/bf00289519.
- — (1972). „The Humble Programmer”. Comm. ACM. 15 (10): 859—866. doi:10.1145/355604.361591 .
- — (June—July 1974). „Programming as a Discipline of Mathematical Nature”. American Mathematical Monthly. 81 (6): 608—612. JSTOR 2319209. doi:10.2307/2319209. Проверите вредност парамет(а)ра за датум: |date= (помоћ)
- — (1974). „On the role of scientific thought”. E.W. Dijkstra Archive, Center for American History, University of Texas at Austin. EWD447.
- — (1974). „Self-stabilizing Systems in Spite of Distributed Control”. Comm. ACM. 17 (11): 643—4. S2CID 11101426. doi:10.1145/361179.361202.
- — (1975). „How do we tell truths that might hurt?”. Selected Writings on Computing: A Personal Perspective. Monographs in Computer Science. Springer (објављено 1982). стр. 129—131. ISBN 978-0387906522.
- — (1975). „Craftsman or Scientist”. ACM Pacific 1975. стр. 217—223.
- — (1975). „On the teaching of programming, i. e. on the teaching of thinking”. Language Hierarchies and Interfaces. 1975: 1—10.
- — (1977). „Programming: From Craft to Scientific Discipline”. International Computing Symposium. 1977: 23—30.
- — (1978). „On the Interplay between Mathematics and Programming”. Program Construction. Lecture Notes in Computer Science. 69. стр. 35—46. ISBN 978-3-540-09251-3. S2CID 26233314. doi:10.1007/BFb0014649.
- — (1975). „Correctness Concerns And, Among Other Things, Why They Are Resented”. (ACM) Proceedings of the International Conference on Reliable Software. 21–23 April 1975, Los Angeles, California, USA: 546—550.
- — (1975). „Guarded Commands, Nondeterminacy and Formal Derivation of Programs”. Comm. ACM. 18 (8): 453—7. S2CID 1679242. doi:10.1145/360933.360975.
- — (1978). „Finding the Correctness Proof of a Concurrent Program”. Program Construction. 1978: 24—34.
- — (1984). „The threats to computing science”. E.W. Dijkstra Archive, Center for American History, University of Texas at Austin. EWD898.
- — (1986). „On a Cultural Gap”. The Mathematical Intelligencer. 8 (1): 48—52. S2CID 120847834. doi:10.1007/BF03023921.
- — (1987). „Mathematicians and Computing Scientists: The Cultural Gap”. Abacus. 4 (4): 26—31.
- — (1989). „On the Cruelty of Really Teaching Computer Science”. A debate on teaching computing science. Comm. ACM. 32 (12): 1398—1404. S2CID 16961489. doi:10.1145/76380.76381.
- — (1999). „Computing Science: Achievements and Challenges”. ACM SIGAPP Applied Computing Review. 7 (2): 2—9. S2CID 34430415. doi:10.1145/335527.335528.
- — (2001). „The End of Computing Science?”. Comm. ACM. 44 (3): 92. S2CID 31142279. doi:10.1145/365181.365217.
- — (2001). „What led to Notes on Structured Programming”. E.W. Dijkstra Archive, Center for American History, University of Texas at Austin.